# IHL 1993/94
Die Saison 1993/94 war die 49. reguläre Saison der International Hockey League. Während der regulären Saison bestritten die 13 regulären IHL-Teams jeweils 81 Spiele, während das russische Gastteam Russian Penguins gegen jede andere Mannschaft einmal spielte. In den Play-offs setzten sich die Atlanta Knights durch und gewannen den ersten Turner Cup in ihrer Vereinsgeschichte.

## Teamänderungen
Folgende Änderungen wurden vor Beginn der Saison vorgenommen:
- Die Las Vegas Thunder wurden als Expansionsteam in die Liga aufgenommen.
- Die Russian Penguins, ein nur aus russischen Eishockeyspielern bestehendes Team, nahm als Gastmannschaft einmalig an der IHL teil und bestritt insgesamt 13 Saisonspiele.

## Reguläre Saison

### Abschlusstabelle
Abkürzungen: GP = Spiele, W = Siege, L = Niederlagen, T = Unentschieden, OTL = Niederlage nach Overtime, GF = Erzielte Tore, GA = Gegentore, Pts = Punkte
| Atlantic              | GP | W  | L  | T | OTL | GF  | GA  | Pts |
| --------------------- | -- | -- | -- | - | --- | --- | --- | --- |
| Kalamazoo Wings       | 81 | 48 | 26 | 0 | 7   | 337 | 297 | 103 |
| Fort Wayne Komets     | 81 | 41 | 29 | 0 | 11  | 347 | 297 | 93  |
| Cleveland Lumberjacks | 81 | 31 | 36 | 0 | 14  | 278 | 344 | 76  |

| Central             | GP | W  | L  | T | OTL | GF  | GA  | Pts |
| ------------------- | -- | -- | -- | - | --- | --- | --- | --- |
| Peoria Rivermen     | 81 | 51 | 24 | 0 | 6   | 327 | 294 | 108 |
| Cincinnati Cyclones | 81 | 49 | 23 | 0 | 9   | 336 | 282 | 107 |
| Indianapolis Ice    | 81 | 28 | 46 | 0 | 7   | 257 | 329 | 63  |

| Midwest            | GP | W  | L  | T | OTL | GF  | GA  | Pts |
| ------------------ | -- | -- | -- | - | --- | --- | --- | --- |
| Atlanta Knights    | 81 | 45 | 22 | 0 | 14  | 321 | 282 | 104 |
| Milwaukee Admirals | 81 | 40 | 24 | 0 | 17  | 338 | 302 | 97  |
| Kansas City Blades | 81 | 40 | 31 | 0 | 10  | 326 | 327 | 90  |
| Russian Penguins   | 13 | 2  | 9  | 0 | 2   | 35  | 64  | 6   |

| Pacific                 | GP | W  | L  | T | OTL | GF  | GA  | Pts |
| ----------------------- | -- | -- | -- | - | --- | --- | --- | --- |
| Las Vegas Thunder       | 81 | 52 | 18 | 0 | 11  | 319 | 282 | 115 |
| San Diego Gulls         | 81 | 42 | 28 | 0 | 11  | 311 | 302 | 95  |
| Phoenix Roadrunners     | 81 | 40 | 36 | 0 | 5   | 313 | 309 | 85  |
| Salt Lake Golden Eagles | 81 | 24 | 54 | 0 | 5   | 243 | 377 | 53  |

## Turner-Cup-Playoffs
| Turner-Cup-Viertelfinale | Turner-Cup-Viertelfinale | Turner-Cup-Viertelfinale |    |                   | Turner-Cup-Halbfinale | Turner-Cup-Halbfinale | Turner-Cup-Halbfinale |  |  | Turner-Cup-Finale | Turner-Cup-Finale | Turner-Cup-Finale |
|                          |                          |                          |    |                   |                       |                       |                       |  |  |                   |                   |                   |
| M1                       | Atlanta Knights          | 4                        |    |                   |                       |                       |                       |  |  |                   |                   |                   |
| M2                       | Milwaukee Admirals       | 0                        |    |                   |                       |                       |                       |  |  |                   |                   |                   |
| M2                       | Milwaukee Admirals       | 0                        | M1 | Atlanta Knights   | 4                     |                       |                       |  |  |                   |                   |                   |
|                          |                          |                          | M1 | Atlanta Knights   | 4                     |                       |                       |  |  |                   |                   |                   |
|                          | P2                       | San Diego Gulls          | 0  |                   |                       |                       |                       |  |  |                   |                   |                   |
| P2                       | P2                       | San Diego Gulls          | 0  | San Diego Gulls   | 4                     |                       |                       |  |  |                   |                   |                   |
| P2                       |                          |                          |    | San Diego Gulls   | 4                     |                       |                       |  |  |                   |                   |                   |
| P1                       | Las Vegas Thunder        | 1                        |    |                   |                       |                       |                       |  |  |                   |                   |                   |
| P1                       | Las Vegas Thunder        | 1                        | M1 | Atlanta Knights   | 4                     |                       |                       |  |  |                   |                   |                   |
|                          |                          |                          |    | Atlanta Knights   | 4                     |                       |                       |  |  |                   |                   |                   |
|                          | A2                       | Fort Wayne Komets        | 2  |                   |                       |                       |                       |  |  |                   |                   |                   |
| A2                       | A2                       | Fort Wayne Komets        | 2  | Fort Wayne Komets | 4                     |                       |                       |  |  |                   |                   |                   |
| A2                       |                          |                          |    | Fort Wayne Komets | 4                     |                       |                       |  |  |                   |                   |                   |
| C1                       | Peoria Rivermen          | 2                        |    |                   |                       |                       |                       |  |  |                   |                   |                   |
| C1                       | Peoria Rivermen          | 2                        | A2 | Fort Wayne Komets | 4                     |                       |                       |  |  |                   |                   |                   |
|                          |                          |                          | A2 | Fort Wayne Komets | 4                     |                       |                       |  |  |                   |                   |                   |
|                          | C2                       | Cincinnati Cyclones      | 2  |                   |                       |                       |                       |  |  |                   |                   |                   |
| A1                       | C2                       | Cincinnati Cyclones      | 2  | Kalamazoo Wings   | 1                     |                       |                       |  |  |                   |                   |                   |
| A1                       |                          |                          |    | Kalamazoo Wings   | 1                     |                       |                       |  |  |                   |                   |                   |
| C2                       | Cincinnati Cyclones      | 4                        |    |                   |                       |                       |                       |  |  |                   |                   |                   |

## Vergebene Trophäen

### Mannschaftstrophäen
| Auszeichnung                                          | Team              |
| ----------------------------------------------------- | ----------------- |
| Turner Cup Gewinner der IHL-Playoffs                  | Atlanta Knights   |
| Fred A. Huber Trophy Bestes Team der regulären Saison | Las Vegas Thunder |

### Individuelle Trophäen
| Auszeichnung                                                                     | Spieler              | Team              |
| -------------------------------------------------------------------------------- | -------------------- | ----------------- |
| James Gatschene Memorial Trophy MVP der regulären Saison                         | Rob Brown            | Kalamazoo Wings   |
| Leo P. Lamoureux Memorial Trophy Bester Scorer                                   | Rob Brown            | Kalamazoo Wings   |
| Governor’s Trophy Bester Verteidiger                                             | Darren Veitch        | Peoria Rivermen   |
| James Norris Memorial Trophy Torhüter mit den wenigsten Gegentoren               | Jean-Claude Bergeron | Atlanta Knights   |
| James Norris Memorial Trophy Torhüter mit den wenigsten Gegentoren               | Mike Greenlay        | Atlanta Knights   |
| Garry F. Longman Memorial Trophy Bester Rookie                                   | Radek Bonk           | Las Vegas Thunder |
| Ken McKenzie Trophy Bester US-amerikanischer Rookie                              | Chris Rogles         | Indianapolis Ice  |
| Commissioner’s Trophy Bester Trainer                                             | Bruce Boudreau       | Fort Wayne Komets |
| Ironman Award Spieler mit allen Saisoneinsätzen und beständig hohen Leistungen   | Colin Chin           | Fort Wayne Komets |
| IHL Man of the Year Spieler/Person mit besonderen Engagement in der Gesellschaft | Terry Ficorelli      |                   |
| Norman R. „Bud“ Poile Trophy MVP der Turner-Cup-Playoffs                         | Stan Drulia          | Atlanta Knights   |